# كلجك (نرغسان)
کلجك (بالفارسية: کلجک) هي قرية تقع في إيران في قسم نرغسان الریفي. يقدر عدد سكانها بـ 248 نسمة بحسب إحصاء 2016.